# Ruien (België)
Ruien is een dorp in de Belgische provincie Oost-Vlaanderen en een deelgemeente van Kluisbergen, het was een zelfstandige gemeente tot aan de gemeentelijke herindeling van 1977. Ruien ligt in het zuidwesten van de provincie, langs de Schelde, tegen de taalgrens en de grens met West-Vlaanderen.

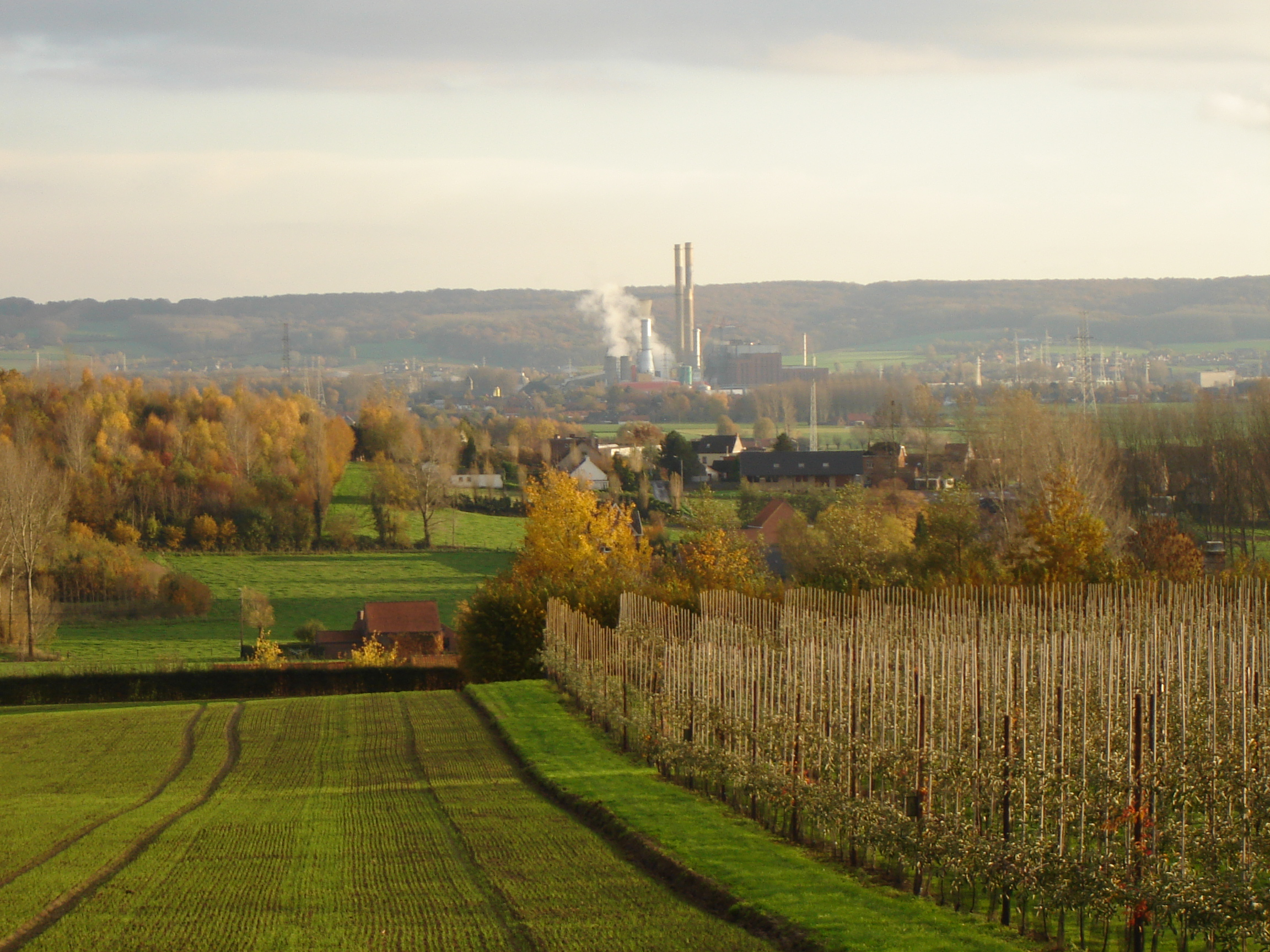
Energiecentrale en omgeving van Ruien, gezien vanaf de Tiegemberg

Op het grondgebied van Ruien bevindt zich het grootste stuk van het Kluisbos, gelegen op de Kluisberg. Langs de Schelde stond een elektriciteitscentrale van Electrabel.

## Geschiedenis
Op het grondgebied van Ruien zijn tal van prehistorische overblijfselen gevonden, waaronder de resten van een dolmen in het Kluisbos. Ook werden enkele Gallo-Romeinse tumuli aangetroffen.
Ruien hoorde met Kwaremont en Zulzeke tot een enkele heerlijkheid die afhing van Berchem. Pas in 1737 splitste de parochie van Ruien zich af van die van Berchem. Wel bestond er een kapel, gewijd aan Onze-Lieve-Vrouw van Erpelgem, welke ondergeschikt was aan de Abdij van Saint-Thierry.
Ruien was een landbouwdorp met einde 19e eeuw ook enige cichoreiteelt. De firma Utexbel werd opgericht in 1907 door Henri Reyntjens. Het was een katoenspinnerij, -twijnderij en -ververij. Ook bestond er sinds 1928 de Tissage du Ruyen, een weverij. Deze is gesloten. Van 1958-2013 was de Elektriciteitscentrale van Ruien in bedrijf. Deze werd in de volgende jaren gesloopt en daarvoor in de plaats werd een bedrijventerrein geprojecteerd.

## Demografische ontwikkeling
- Bronnen:NIS, Opm:1831 tot en met 1970=volkstellingen

## Bezienswaardigheden
De Sint-Corneliuskerk met een pijporgel uit 1816 dat uit Zeeuws-Vlaanderen afkomstig zou zijn.

## Natuur en landschap

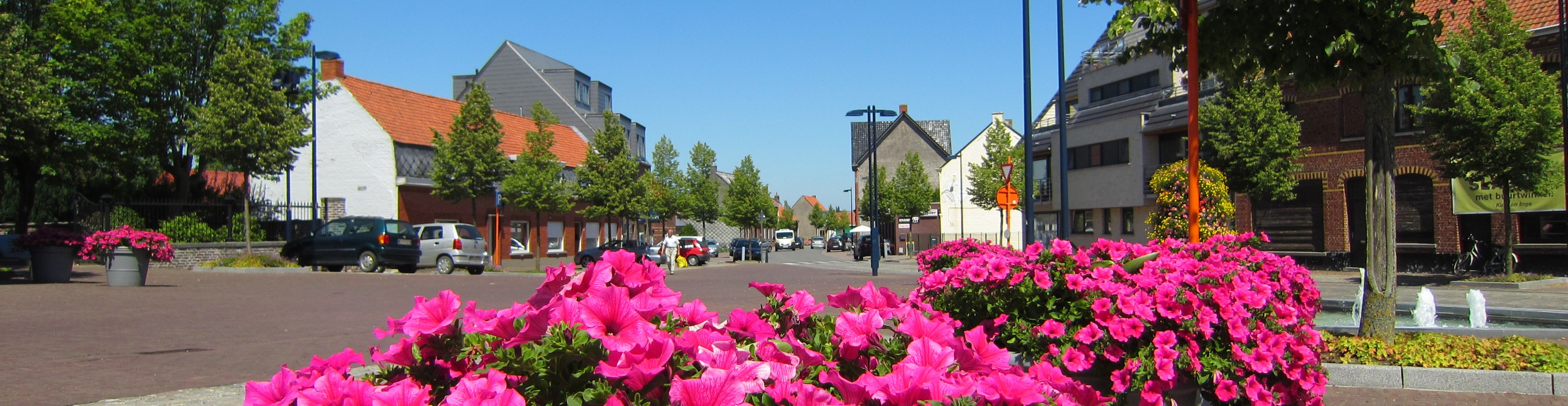
Ruien

Ruien ligt aan de Schelde. Door rechttrekken van de Schelde vanaf de 2e helft van de 19e eeuw ontstonden er afgesneden Scheldemeanders welke als visvijver dienst gingen doen. Ook ontstonden er kleiputten, een overblijfsel van de steenbakkerijen die de Scheldesteen produceerden.
Van de Schelde naar het zuidoosten loopt de hoogte snel op, tot 142,5 meter op de Kluisberg, waarvan 203 ha op het grondgebied van Ruien ligt.

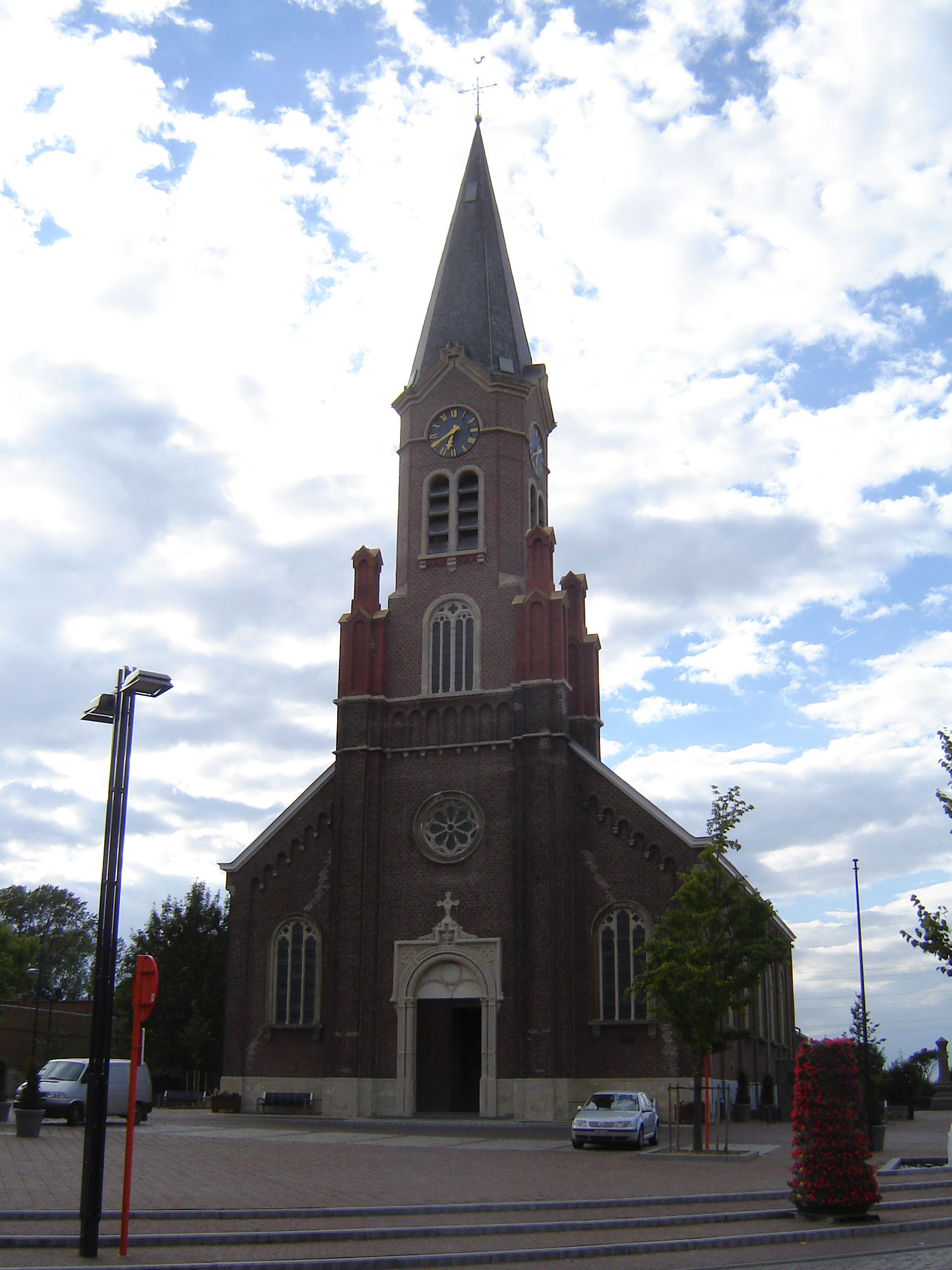
Sint-Corneliuskerk
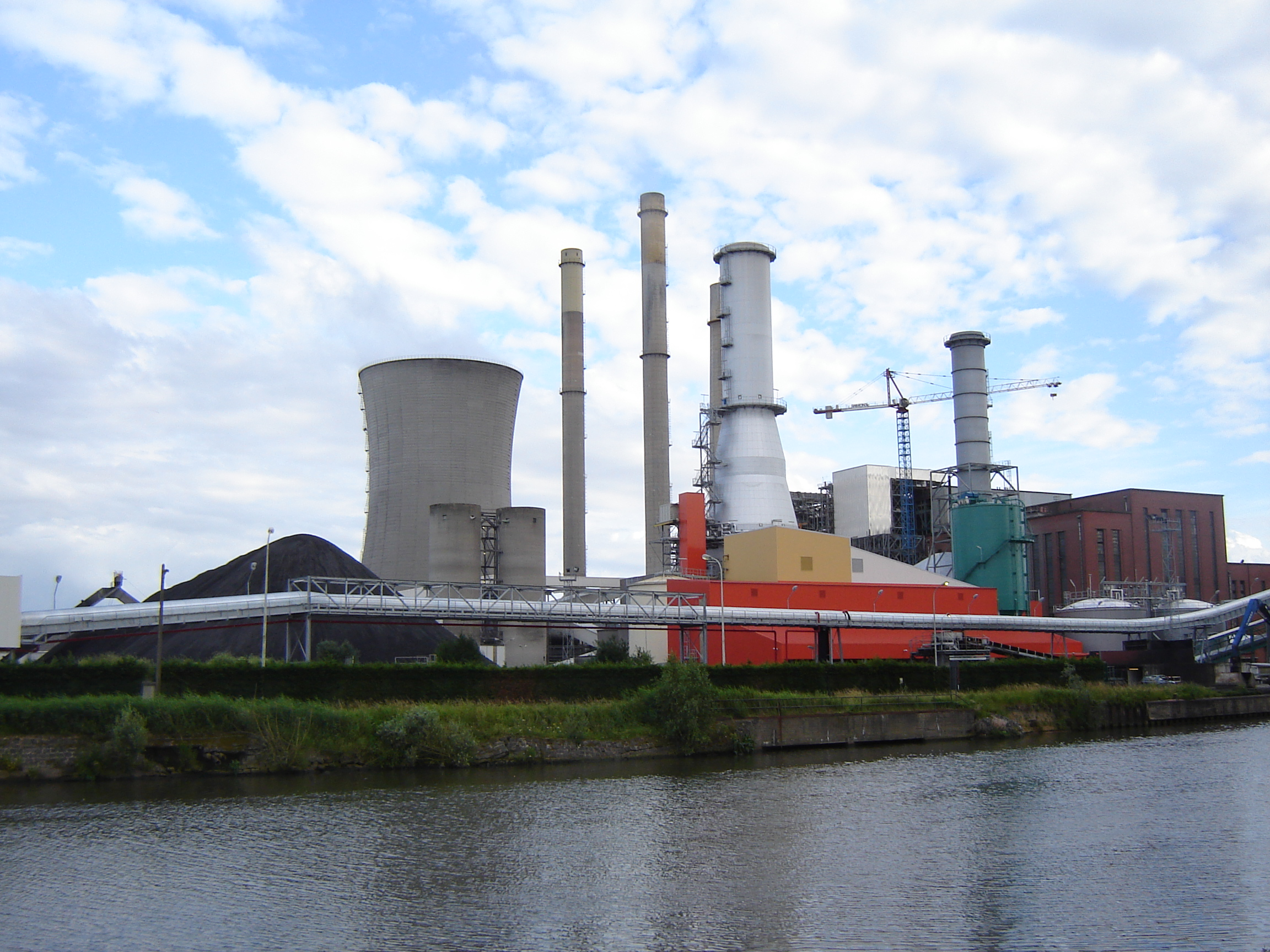
Elektriciteitscentrale
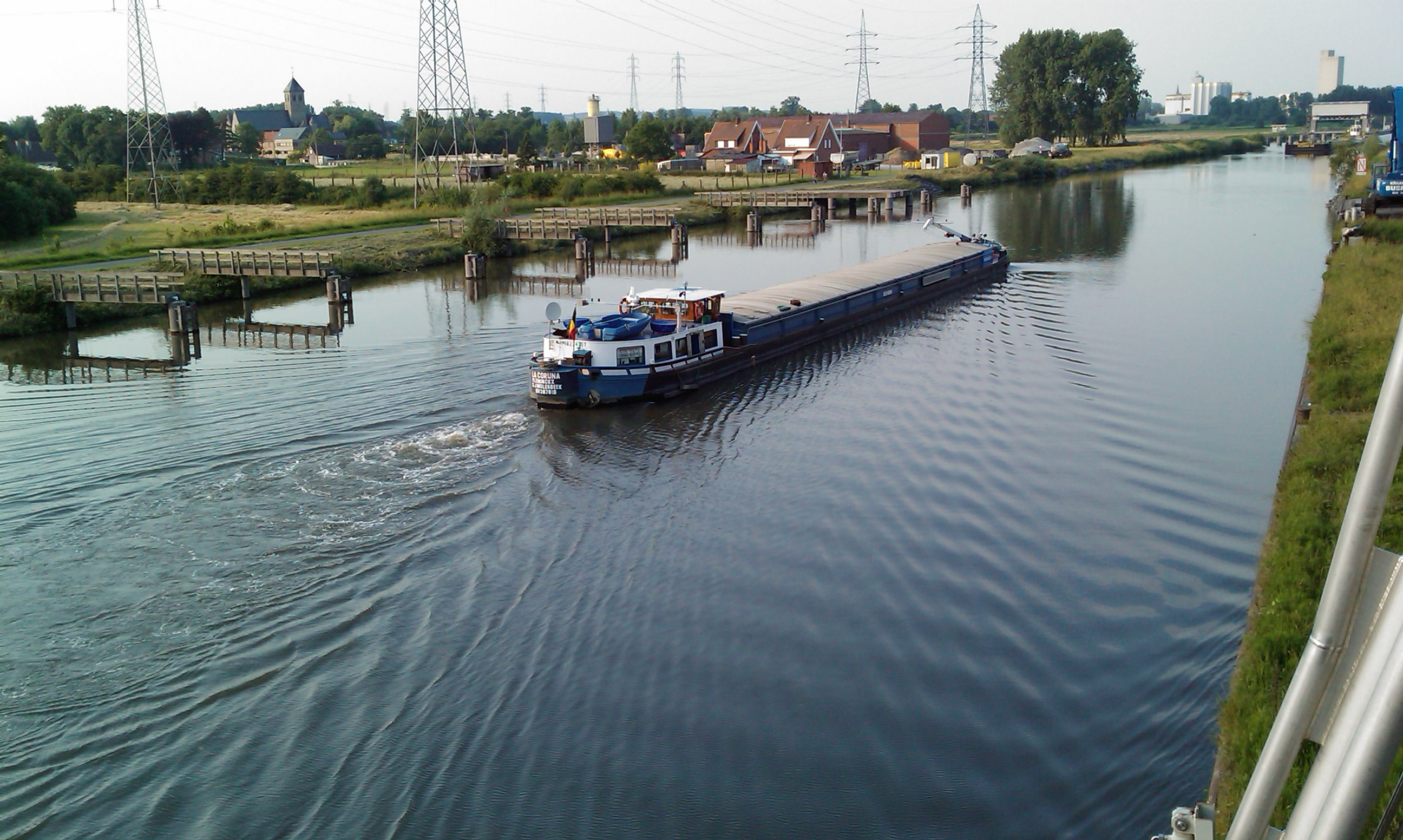
De Schelde nabij Ruien

## Nabijgelegen kernen
Berchem, Escanaffles, Rugge, Kwaremont
Deelgemeenten: Berchem · Kwaremont · Ruien · Zulzeke

Belgische gemeenten · Arrondissement Gent · Oost-Vlaanderen · Vlaanderen